# Kąt tęczówkowo-rogówkowy

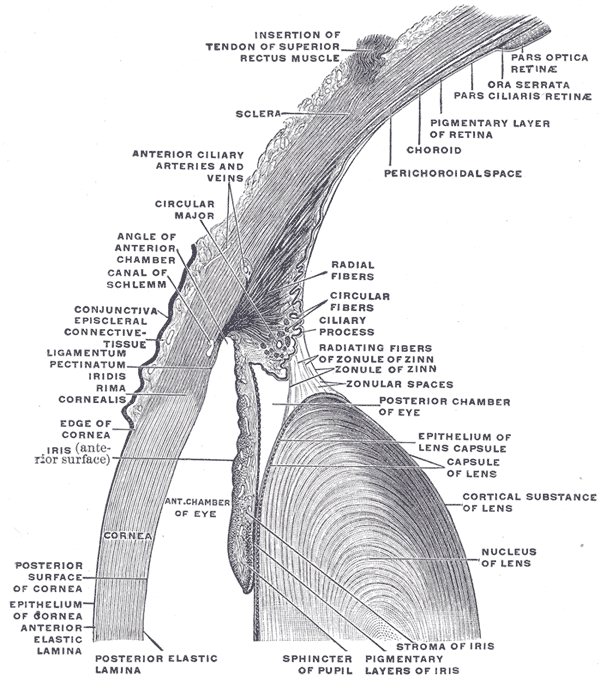
Kąt tęczówkowo-rogówkowy podpisany angle of anterior chamber.

Kąt tęczówkowo-rogówkowy, kąt przesączania (łac. angulus iridocornealis) – w anatomii człowieka struktura odpowiedzialna za odpływ cieczy wodnistej z komory przedniej gałki ocznej. Od brzegu tylnego nabłonka rogówki rozciąga się pas tkanki łącznej wysłany nabłonkiem tworząc przestrzenie kąta tęczówkowo-rogówkowego. Łączą one komorę przednią gałki ocznej z zatoką żylną twardówki, co pozwala na odpływ cieczy wodnistej. Objętość cieczy wodnistej warunkuje prawidłowe ciśnienie wewnątrzgałkowe. 
Jeśli kąt przesączania wykazuje anomalie (zwężenie, zamknięcie), odpływ cieczy wodnistej jest utrudniony i ciśnienie wewnątrzgałkowe wzrasta, co może powodować jaskrę.
Szerokość kąta przesączania jest badana za pomocą gonioskopii.